# British Motor Holdings
British Motor Holdings Limited (BMH) var en britisk bilfabrikant fra 1960'erne. Selskabet blev dannet i 1966 kort efter British Motor Corporation Limited (BMC) overtog Jaguar Cars og Pressed Steel Company. Den sammenlagte virksomhed under det fælles holdingselskab tog den 14. december 1966 navnet British Motor Holdings Limited.
British Motor Holdings havde en kortvarig eksistens, idet selskabet tretten måneder senere, den 17. januar 1968, under direkte pres fra den britiske labour-regering fusionerede med Leyland Motor Corporation (der producerede bilmærkerne Standard, Triumph, Rover og Alvis samt Leyland lastbiler og busser samt Alvis kampvogn) for at danne Britisk Leyland Motor Corporation (BLMC).

## Selskabets historie

### BMC, Pressed Steel og Jaguar
British Motor Corporation (BMC) havde i 1965 købt Pressed Steel, der var verdens største uafhængige producent af karrosserier til bilproducenterne. Med overtagelsen fik BMC kontrol med sin primære leverandør af karrosserier, men blev også selv gennem Pressed Steel leverandør af karrosserier til BMC's britiske konkurrenter, Rootes Group, Rover og Jaguar.
BMC var op igennem 1950'erne og 1960'erne Storbritanniens største bilproducent og havde med biler som Morris Minor, Mini og Austin 1100/1300 solgt millioner af biler til britiske og europæiske kunder. BMC var imidlertid udfordret af, at produktprogrammet var forældet, og at selskabets indtjening var utilfredsstillende. I 1964 og 1965 mistede BMC hastigt markedsandele, særlig til Ford, hvis Cortina var særdeles succesfuld, og også til GM's Vauxhall Viva (Vauxhalls udgave af Opel Kadett). BMC havde siden sin stiftelse i 1952 forgæves forsøgt at opnå succes på det amerikanske marked med sine kompakte biler på samme måde, som det var lykkedes VW.
Med købet af Pressed Steel fik Jaguar under ledelse af Sir William Lyons et stærkt afhængighedsforhold til BMC. Lyons, der i 1935 havde været med til stiftelsen af Jaguar, var nu 65 år og havde i 1955 mistet sin eneste søn i ved en motorsportsulykke i Le Mans. Uden en klar plan for et generationsskifte af Jaguar, så Sir Lyons et salg til BMC som den bedste løsning for Jaguar, efter af BMC havde overtaget leverancerne af Jaguars karrosserier. For BMC gav et køb af Jaguar mening, da Jaguar, i modsætning til BMC, havde succes på det amerikanske marked.
BMC's køb af Jaguar blev gennemført i september 1966.
Tre måneder efter overtagelsen af Jaguar ændrede BMC på en generalforsamling den 14. december 1966 navn til British Motor Holdings Limited.
Det fusionerede British Motor Holdings rådede over en lang række britiske bilmærker, herunder mærkerne fra BMC (Austin, Morris, MG, Wolseley, Riley, Austin-Healey) og fik med fusionen tillige Jaguars mærker (Jaguar, Daimler og Guy lastbiler).
BMC havde i 1965 trods tab af markedsandele været den absolut største bilproducent i Storbritannien med knap 890.000 producerede biler og varevogne (en klar nedgang for året forinden, hvor BMC producerede over 1 millioner biler og varevogne). Jaguar producerede i 1965 blot 30.000 biler. Det sammenlagte virksomhed havde en andel på omkring 40% af den britiske bilproduktion foran de amerikanskejede mærker Ford og Vauxhall på anden- og tredjepladsen.
| Mærke            |         | Produktion | Markedsandel |
| ---------------- | ------- | ---------- | ------------ |
| BMC              | 890,000 |            | 40.2%        |
| Jaguar           | 30,000  |            | 1.4%         |
| BMH              |         | 920,000    | 41.5%        |
| Standard-Triumph | 125,000 |            | 5.6%         |
| Rover            | 25,000  |            | 1.1%         |
| Leyland          |         | 150,000    | 6.8%         |
| Ford             |         | 590,000    | 26.6%        |
| Vauxhall         |         | 333,000    | 15.0%        |
| Rootes           |         | 220,000    | 9.9%         |
| Rolls-Royce      |         | 1,200      | 0.1%         |
| Total            |         | 2,214,200  | 100.0%       |

### Wilson-regeringens kontrol med britisk motorindustri og ny fusion
Da Labour i 1964 kom til magten i Storbritannien under premierminister Harold Wilson, skete dette under løfter om at reformere britisk industri, og særlig bilindustrien, der oplevede vanskeligheder i den internationale konkurrence, hvor især tyske og franske producenter tog markedsandele i Storbritannien og i Europa. Den store britiske producent Rootes Group havde i 1960 haft store økonomiske problemer og var i midten af 1960'erne gradvist blevet overtaget af amerikanske Chrysler, og regeringen med teknologiminister Tony Benn i spidsen pressede på for en konsolidering af den britiske bilindustri. Tony Benn pressede på for en fusion mellem BMH og den mindre, men mere succesfulde producent, Leyland. Jaguars totale produktion var i 1966 derimod 15.690 biler. BMH realiserede i 1966/67 et underskud på 3,4 millioner pund og med et forældet produktprogram var det vanskeligt for BMH at modstå regeringens pres, og BMH fusionerede herefter den 17. januar 1968 med Leyland Motors til det nye selskab British Leyland Motor Corporation (BLMC). BMH's værdi blev ved fusionen vurderet til 201 millioner £.

## Resterne af BHM
British Leyland repræsenterede ved fusionen stort set hele den britiskejede bilindustri og stod for ca. halvdelen af den britiske bilproduktion. British Leyland blev dog ikke den ønskede succes, og den britiske regering måtte allerede i 1975 redde virksomheden fra økonomisk kollaps. Henover de følgende år blev British Leyland afviklet med lukninger og frasalg og ophørte endeligt i 1986.
Af BMH's mange mærker er det i dag kun Jaguar og MG, der fortsat benyttes til salg af biler. Jaguar-mærket ejes i dag af indiske Tata Motors og MG ejers af kinesiske SAIC Motor.